# 2088.
◄ | 20. stoljeće | 21. stoljeće | 22. stoljeće | ►
◄ | 2050-ih | 2060-ih | 2070-ih | 2080-ih | 2090-ih | 2100-ih | 2110-ih | ►
◄◄ | ◄ | 2085. | 2086. | 2087. | 2088. | 2089. | 2090. | 2091. | ► | ►►
Astronomija

## Događaji
- 27. listopada – Merkur će okultirati Jupiter po prvi put nakon 1708. godine. Bit će vrlo blizu Suncu te će biti nemoguće promatrati golim okom.
- Otvorit će se vremenska kapsula na Freedom Plazi u sjeverozapadnom dijelu Washingtona. Sadrži Bibliju, odjeću te još neke predmete Martina Luthera Kinga ml.